# Melvin Mercedes
Pour les articles homonymes, voir Mercedes.
Melvin Mercedes (né le 2 novembre 1990 dans la province d'El Seibo en République dominicaine) est un ancien lanceur de relève droitier des Ligues majeures de baseball.

## Carrière
Melvin Mercedes signe son premier contrat professionnel en 2008 avec les Tigers de Détroit. Son parcours en ligues mineures est freiné par une opération de type Tommy John au coude en 2010, mais il revient au jeu dès la saison suivante. Il se distingue par un nombre de retraits sur des prises plus bas que la moyenne malgré une bonne balle rapide qui peut atteindre jusqu'à 159 km/h.
Le lanceur de relève droitier fait ses débuts dans le baseball majeur avec les Tigers le 15 août 2014 en lançant deux manches sans accorder de point ni de coup sûr aux Mariners de Seattle.